# Write (Unix)
Ne pas confondre avec l'appel système write.
write est une commande Unix (norme POSIX) permettant d'écrire à un utilisateur connecté.

## Syntaxe
```
$
 
write
 
utilisateur
 
[
tty
]

  
message

```